# Puritani

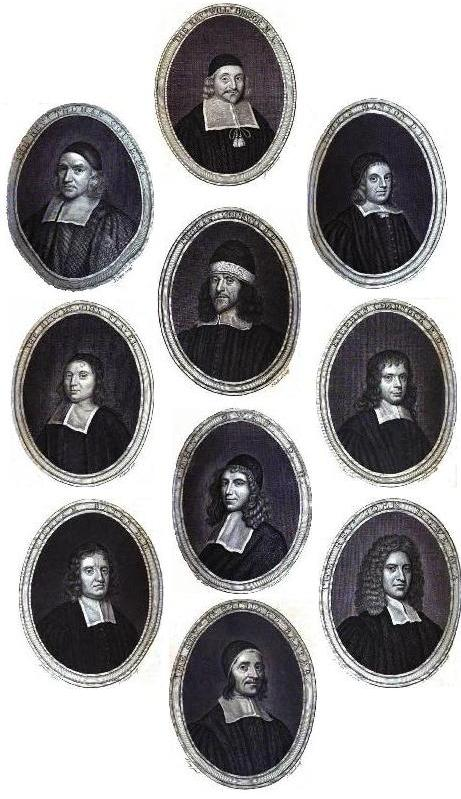
Galleria di ritratti di alcuni famosi puritani: Thomas Gouge, William Bridge, Thomas Manton, John Flavel, Richard Sibbes, Stephen Charnock, William Horatio Bates, John Owen, John Howe e Richard Baxter

I puritani sono i seguaci del puritanesimo, un movimento inglese sorto durante il XVI secolo. Lo scopo di questo movimento era, appunto, quello di "purificare" la Chiesa d'Inghilterra da tutte le forme non previste dalle Sacre Scritture. Si intendeva in tal modo annullare i compromessi con il cattolicesimo promossi dalla Riforma sotto Enrico VIII ed Elisabetta I d'Inghilterra.

## Origini e storia

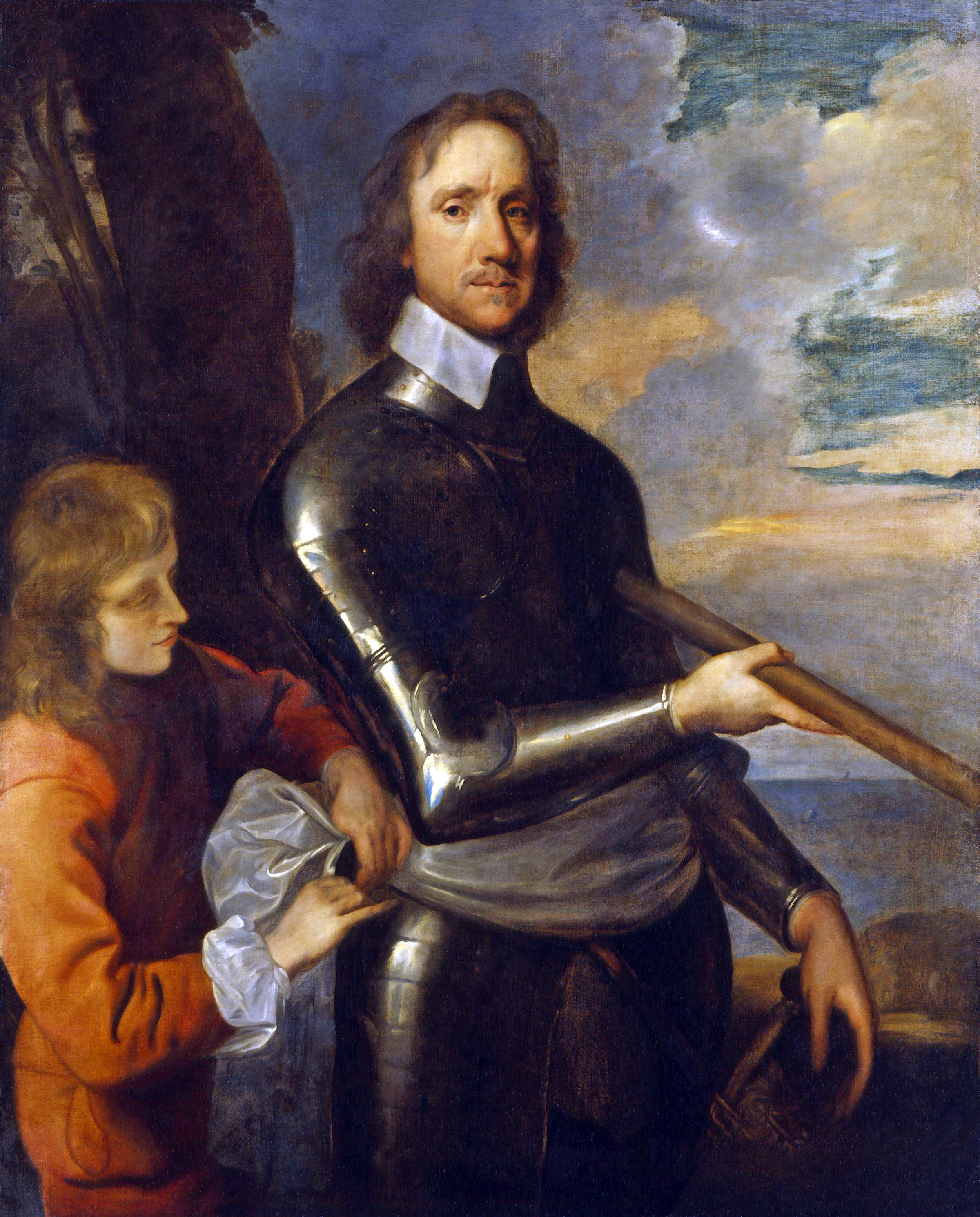
Il puritano Oliver Cromwell, politico, militare e Lord Protettore dell'Inghilterra, in un dipinto di Robert Walker (1649 c.)

Il puritanesimo fu fondato da alcuni protestanti di orientamento calvinista dopo l'incoronazione di Elisabetta I d'Inghilterra nel 1558. In particolare, il termine "puritano" riceve spesso un uso improprio, basato sul presupposto che l'edonismo e il puritanesimo siano contrari. Storicamente, la parola è stata utilizzata dagli anglicani con un significato dispregiativo per caratterizzare le comunità evangeliche radicali e, secondo Thomas Fuller nella sua Church History (1564), l'arcivescovo Matthew Parker di quel tempo usava i termini puritan e precisian con il senso moderno di "pignolo"; iniziò a indicare la corrente ecclesiologica che si opponeva al compromesso tra cattolicesimo e anglicanesimo solo a partire dal 1563-1564.

Nel 1563 alcuni prelati, tra cui Thomas Cartwright, Walter Travers e William Perkins, si opposero sia all'uso, da parte degli ecclesiastici, del cappello e veste talare nella vita giornaliera e della cotta in chiesa sia all'uso del segno della croce e alla musica d'organo in chiesa. Nel 1572 John Field e Thomas Wilcox pubblicarono un appello, Admonition to the Parlament (Ammonimento al Parlamento), che esortava la Chiesa anglicana ad abbandonare la struttura episcopale. Thomas Cartwright scrisse poi un secondo Ammonimento.

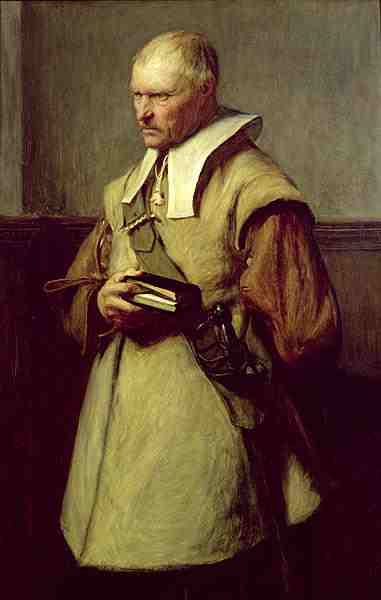
Roundhead, dipinto di John Pettie

Quando Giacomo I salì al trono nel 1603, i puritani scrissero la Millenary Petition (Petizione Millenaria), con la quale chiedevano nuove riforme e indissero nel 1604 una conferenza a Hampton Court, sotto la presidenza del re. Giacomo I, però, convinto che l'eliminazione dei vescovi portasse alla successiva eliminazione del re (celebre la sua frase No bishop, no king, cioè "senza vescovi, non può esserci alcun re"), non appoggiò le richieste puritane; tuttavia, concesse l'autorizzazione alla pubblicazione di una versione della Bibbia, denominata Authorised Version (versione autorizzata) o King James Bible (Bibbia di re Giacomo). Successivamente, i puritani vennero perseguitati dall'arcivescovo di Canterbury William Laud - e quindi dal re Carlo I - e costretti a emigrare nei Paesi Bassi e nella Nuova Inghilterra, dove formarono uno dei nuclei dei futuri Stati Uniti d'America.
Il tentativo da parte dei puritani di riformare la Chiesa anglicana dall'interno venne così fermato e i loro diritti furono gravemente limitati in Inghilterra da leggi che controllavano la pratica della religione, ma le loro idee vennero adottate dalle congregazioni emigranti nei Paesi Bassi e nella Nuova Inghilterra, dal clero evangelico in Irlanda e anche nel Galles; la teologia puritana si è diffusa nella società laica tramite la predicazione e alcune parti del sistema educativo: in particolare, si ricordano alcuni college dell'Università di Cambridge. Adottarono punti di vista differenti sugli abiti clericali e in opposizione al sistema episcopale, piuttosto evidenti nelle conclusioni successive del Sinodo di Dordrecht (1619), che furono respinti dai vescovi inglesi. Nel XVII secolo i puritani adottarono un culto sabbatico e furono influenzati dal millenarismo.
Allo scoppio della guerra civile in Inghilterra nel 1642, i puritani, guidati da Oliver Cromwell, contribuirono all'arresto e all'esecuzione capitale dell'arcivescovo Laud nel 1645, nonché alla sconfitta e alla decapitazione di re Carlo I nel 1649.
I puritani, durante questo periodo, vennero scherniti dai loro avversari con il soprannome di "teste rotonde" (roundheads), per via della loro pettinatura, completamente diversa da quella dei nobili e realisti inglesi, che invece indossavano grandi parrucche con ricci e boccoli. Eppure, prendendo parte al New Model Army, contribuirono alla vittoria finale dei parlamentari anche sulle componenti realiste della Chiesa anglicana.
Con l'ascesa al trono di Carlo II e la successiva restaurazione della monarchia inglese nel 1660, i puritani vennero nuovamente perseguitati dalla Chiesa anglicana e chiamati non-conformisti, in quanto si rifiutavano di obbedire all'Uniformity Act, emanato dal lord cancelliere Edward Hyde, I conte di Clarendon (1662), che obbligava all'uso del Libro delle preghiere della Chiesa anglicana.
Altre leggi vennero fatte contro i puritani, in particolare il Corporation Act (1661), che escludeva i non-conformisti dai pubblici uffici, il Conventicle Act (1664), che proibiva funzioni religiose non-conformiste e il Five Mile Act (1665), che proibiva ai pastori non-conformisti di avvicinarsi alle città.
Guglielmo III d'Orange, con il Tolerance Act (Atto di tolleranza), nel 1689, ridiede ai puritani libertà di culto. Il puritanesimo iniziò a declinare gradualmente nel XVIII secolo e rimase nella sua forma originaria soltanto in America fino all'inizio del XIX secolo, in particolare nel Rhode Island con Roger Williams e nel Massachusetts con Jonathan Edwards.

## Teologia
La teologia puritana era di stampo calvinista e comprendeva la predestinazione e il patto tra Dio e la comunità dei santi visibili, definita da Cartwright e Perkins come il patto di salvezza promessa ad Abramo da Dio esteso alla comunità dei cristiani.

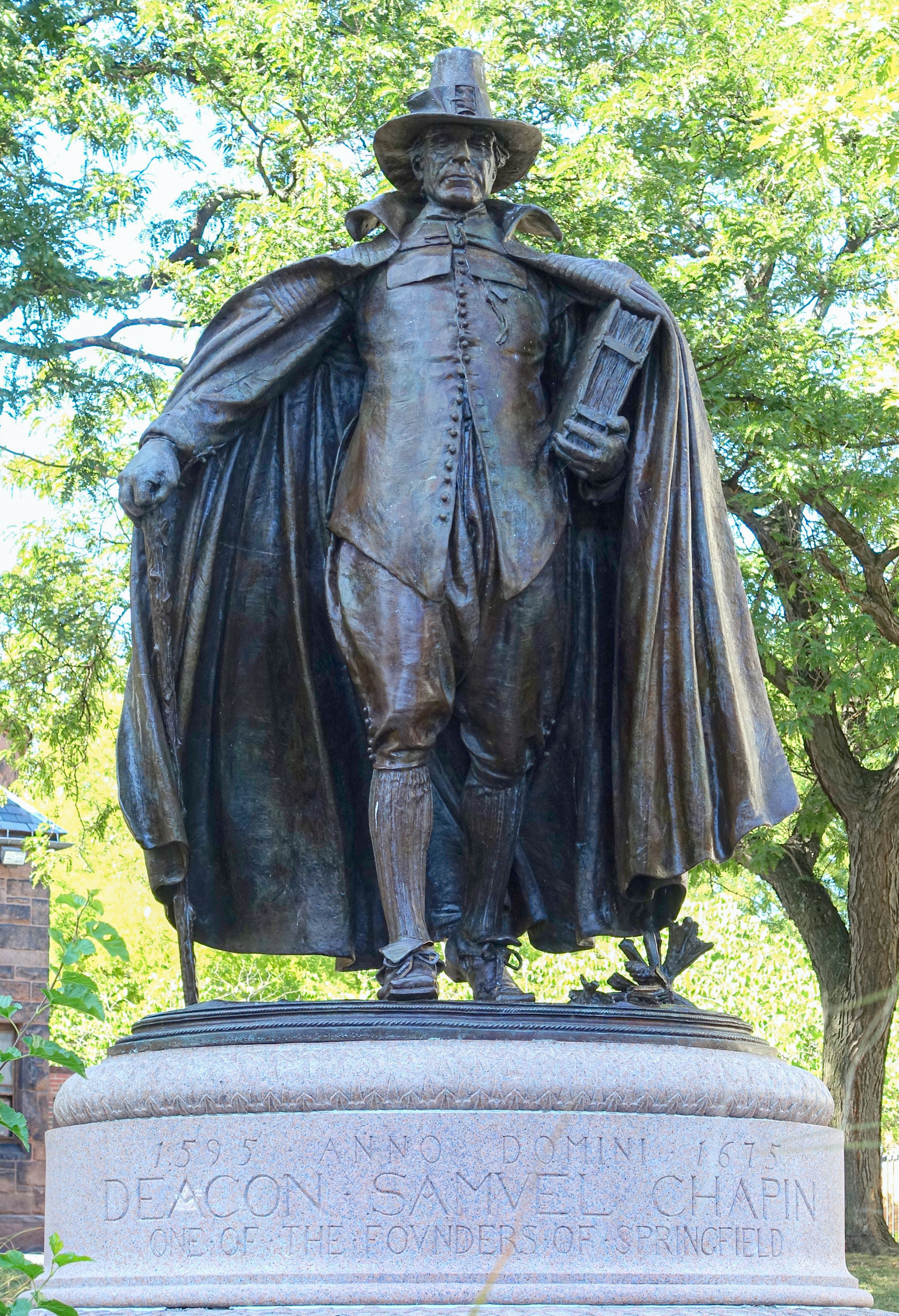
Il Puritano, scultura di Augustus Saint-Gaudens che rappresenta lo stereotipo dell'uomo puritano

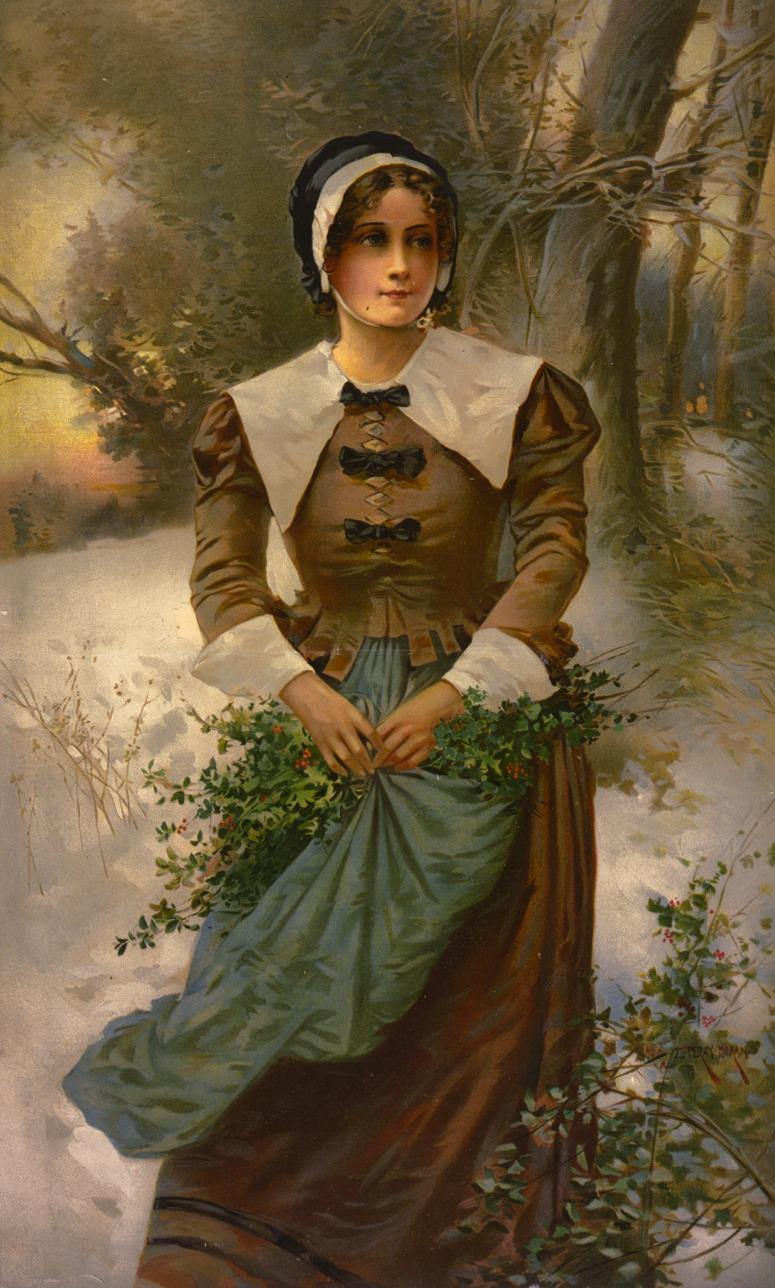
Una giovane Puritana, litografia di E. Percy Moran (1897)

I puritani credevano che, in virtù di tale patto, se il fedele avesse avuto fede in Cristo e nella sua opera, si sarebbe salvato e che ogni individuo deve vivere in modo coerente la propria fede per poter ricoprire il ruolo a lui assegnato nella società secondo le proprie capacità.
Secondo i puritani la chiesa doveva essere svincolata dal potere politico in quanto Cristo è il solo capo della chiesa; essi affermavano perciò la necessità che l'autorità suprema risiedesse in un gruppo di "anziani" eletti direttamente dai fedeli e la libertà da parte di ogni uomo di aderire o no a una religione.

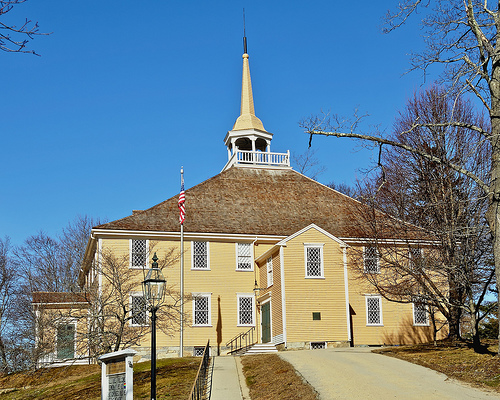
Old Ship Church di Hingham (Massachusetts), un tempo chiesa puritana

La loro spiritualità era basata sulla valorizzazione dell'interiorità e della morale; inoltre, essi si opponevano con forza alle feste e alle rappresentazioni teatrali che avevano caratterizzato l'epoca elisabettiana, tant'è vero che sotto il protettorato di Oliver Cromwell in Inghilterra vennero chiusi tutti i teatri e i luoghi di divertimento.
Il punto principale del puritanesimo era la suprema autorità di Dio sulle questioni umane, particolarmente nella Chiesa e specialmente come espresso nella Bibbia. Questa visione li condusse a ricercare la conformità individuale e collettiva agli insegnamenti biblici e ciò li condusse ad inseguire la purezza morale fino al più piccolo dettaglio, così come la purezza ecclesiastica al più alto livello.
A livello individuale, i puritani enfatizzarono che ogni persona avrebbe dovuto essere continuamente riformata dalla grazia di Dio per combattere contro il peccato insito nell'uomo e fare ciò che è giusto davanti a Dio. Una vita umile e obbediente sarebbe adatta a ogni cristiano.
A livello del corpo ecclesiastico, i puritani credevano che il culto della Chiesa avrebbe dovuto essere strettamente regolato da ciò che è comandato nella Bibbia (principio regolativo del culto). I puritani condannavano come idolatria molte pratiche di adorazione, che i loro avversari difendevano con la tradizione, ignorando l'antichità di tali pratiche o il fatto che la loro adozione fosse ampiamente diffusa fra tutti gli altri cristiani. Come alcune Chiese riformate nel continente europeo, le riforme puritane erano caratterizzate da pochissimi rituali e decorazioni e da un'evidente enfasi sul sermone. Essi eliminarono l'utilizzo di strumenti musicali nelle loro pratiche di culto per diverse ragioni teologiche e pratiche. Fuori dalla chiesa, comunque, i puritani erano abbastanza appassionati della musica e la incoraggiarono in alcuni casi.
Un'altra importante distinzione era l'approccio puritano alle relazioni fra Chiesa e Stato. I puritani si opponevano all'idea anglicana della supremazia del monarca nella Chiesa (erastianesimo) e, come Calvino, affermavano che l'unico capo della Chiesa celeste o terrena è Cristo, non il papa o l'arcivescovo di Canterbury. Comunque, essi credevano che i governi secolari fossero responsabili davanti a Dio (non attraverso la Chiesa, ma a fianco ad essa) e che avessero il compito di proteggere e ricompensare la virtù, inclusa la "vera religione", e punire chi sbagliava – una politica che si può descrivere più come di non-interferenza, piuttosto che di separazione fra Stato e Chiesa. I congregazionalisti, una parte del movimento puritano più radicale dei puritani anglicani, credevano che il diritto divino dei re fosse eresia, un credo che venne ancora più sostenuto durante il regno di Carlo I d'Inghilterra.
Altre importanti opinioni dei puritani:
- Enfasi sullo studio privato delle Sacre Scritture.
- Desiderio di educazione e d'illuminazione per le masse (specialmente perché i fedeli potessero leggere la Bibbia da soli).
- Sacerdozio universale.
- Percezione del papa come Anticristo.
- Semplicità del culto, esclusione di paramenti sacri, immagini, candele e altri oggetti.

Alcuni approvavano la gerarchia ecclesiastica, ma altri cercarono di riformare la Chiesa episcopale sul modello presbiteriano. Alcuni separatisti puritani erano presbiteriani, ma la maggior parte erano congregazionalisti.
Oltre a promuovere l'educazione laica, per i puritani era molto importante che i pastori fossero colti e al passo con i tempi, che potessero leggere la Bibbia nelle versioni originali in greco, ebraico e aramaico, che conoscessero la tradizione della Chiesa antica e moderna e i saggi degli eruditi, che erano molto spesso scritti in latino. Perciò, molti dei loro ecclesiastici intrapresero studi rigorosi presso le Università di Oxford o di Cambridge prima di ricevere l'ordinazione. I loro passatempi consistevano nel discutere la Bibbia e le sue applicazioni pratiche, così come la lettura dei classici come Cicerone e Virgilio, e incoraggiarono la composizione di poesie di argomento religioso.

## Eredità
Nel ventunesimo secolo il puritanesimo, come fede religiosa autonoma, non esiste più. Sono rimaste solo le sue ramificazioni e le loro relative correnti, che sono presbiterianesimo, congregazionalismo, battismo, quaccherismo e Shakers.

## Influenza culturale
Una relazione è stata individuata tra il puritanesimo dei coloni delle origini e la nascita della filosofia politica che si è sviluppata nella democrazia statunitense. Del resto, il puritanesimo ebbe un forte impatto sulla cultura nordamericana soprattutto per via dell'influenza esercitata su Ralph Waldo Emerson, che è stato definito il padre del pensiero statunitense: il suo distanziarsi dall'estetica prevalente nella cultura inglese ha avuto conseguenze durature sulla letteratura statunitense.
In effetti, anche nel XVI secolo i puritani nell'America coloniale erano i puritani più radicali e i loro esperimenti sociali assunsero la forma di teocrazie calviniste; il puritanesimo inglese dei primordi, in realtà, esprimeva visioni morali e tendenze ascetiche che non erano più estreme di quelle di molti altri riformatori protestanti del loro tempo, e che erano relativamente tolleranti riguardo ad altri credi – almeno in Inghilterra.
(Sant'Agostino, Sermoni, 256, 3)
Del resto, anche per le altre confessioni cristiane, è comunemente affermato che questo tipo di fede fonda l'ascetismo e la rinuncia e che la religione sarebbe un continuo processo al piacere, per mezzo del senso di colpa: "Il cristianesimo è stato bere veleno per Eros - non è morto, ma è degenerato nel vizio". Benché il profetismo medievale si presti a questa conclusione, essa è stata confutata per l'evo moderno, o almeno dopo che il cattolicesimo è evoluto con il concilio Vaticano II: "sembrerebbe più facile essere un cristiano nei guai che nelle gioie (...) Difficile opporsi a questa perfetta definizione di puritanesimo, tranne che nulla dimostra che il cristianesimo sia essenzialmente puritanesimo".
In verità, il superamento delle punte più estreme del puritanesimo si deve a movimenti extra-religiosi, come l'evoluzione della società e delle arti: nel descrivere l'impatto culturale delle esibizioni pubbliche nel teatro moderno, è stato notato come "sotto gli occhi di tutti al centro palcoscenico, l'attrice, con la sua aura di indipendenza, professionalità, e libertà sessuale, appariva tuttavia anche come la negazione incarnata di quel profondo puritanesimo vittoriano (ma anche cattolico e risorgimentale), secondo il quale alla vera natura femminile si addicevano esclusivamente la sfera privata e il cerchio ristretto della casa e degli affetti familiari". Per altro verso, la radicale eliminazione della natura in alcune forme di arte, come l'espressionismo astratto, è stata giudicata congruente con il "ripudio dell'idolatria della carne" di marca puritana.

### Uso moderno del termine
Il termine "puritano" è usato colloquialmente come peggiorativo informale per indicare una persona di strette vedute a proposito della sessualità, che disapprova i divertimenti e che cerca di imporre il suo credo sugli altri. Dopo il grande revival dell'epoca vittoriana, nella civiltà occidentale si starebbe sperimentando un nuovo ritorno di puritanesimo il cui "aspetto più straordinario è la strana fratellanza che esiste tra le diverse parti che lo promuovono (...) conservatori e i reazionari di ogni banda, la cui caratteristica più distintiva è il loro dogmatismo e la loro propensione a insistere sulla conformità ai loro punti di vista, hanno portato ad accusare i loro oppositori di dogmatismo e l'imposizione di conformismo". Anche nell'ambiente culturale che si considera il vivaio della libertà di espressione e dell'emancipazione sessuale, alla fine del XX secolo si è affacciata una critica femminista alla pornografia, che è stata ripetutamente etichettata come "neopuritanesimo".

## Nella cultura di massa
- I puritani, opera teatrale di Vincenzo Bellini (1834-1835)
- La lettera scarlatta, romanzo di Nathaniel Hawthorne (1850), il quale ha ispirato varie trasposizioni cinematografiche
- I sogni nella casa stregata, racconto di Howard Phillips Lovecraft (1933), ispirato alla vicenda di Salem
- Il crogiuolo, dramma di Arthur Miller (1953), ispirato alla vicenda di Salem
- Le vergini di Salem, film di Raymond Rouleau (1957), prima trasposizione cinematografica de Il crogiuolo
- I diari delle streghe, serie di romanzi di L. J. Smith (1992-2013), ispirati alla vicenda di Salem
- La seduzione del male, film di Nicholas Hytner (1996), seconda trasposizione cinematografica de Il crogiuolo
- The Covenant, film di Renny Harlin (2006), ispirato alla vicenda di Salem
- ParaNorman, film di Sam Fell e Chris Butler (2012), ispirato alla vicenda di Salem
- The Witch: A New-England Folktale, film dell'orrore del 2015 diretto da Robert Eggers
- Solomon Kane, personaggio immaginario protagonista di varie opere letterarie su cui è stato basato un film
- These New Puritans, gruppo rock inglese